# فوندس ديس نيجرس
فوندوس ديس نيجريس هي مدينة من مدن هايتي. يبلغ ارتفاع المدينة عن سطح البحر قرابة 396 متر.

## المناخ
يظهر الجدول التالي التغييرات المناخية على مدار السنة لفوندس ديس نيجرس:
| البيانات المناخية لـفوندس ديس نيجرس | البيانات المناخية لـفوندس ديس نيجرس | البيانات المناخية لـفوندس ديس نيجرس | البيانات المناخية لـفوندس ديس نيجرس | البيانات المناخية لـفوندس ديس نيجرس | البيانات المناخية لـفوندس ديس نيجرس | البيانات المناخية لـفوندس ديس نيجرس | البيانات المناخية لـفوندس ديس نيجرس | البيانات المناخية لـفوندس ديس نيجرس | البيانات المناخية لـفوندس ديس نيجرس | البيانات المناخية لـفوندس ديس نيجرس | البيانات المناخية لـفوندس ديس نيجرس | البيانات المناخية لـفوندس ديس نيجرس | البيانات المناخية لـفوندس ديس نيجرس |
| الشهر                               | يناير                               | فبراير                              | مارس                                | أبريل                               | مايو                                | يونيو                               | يوليو                               | أغسطس                               | سبتمبر                              | أكتوبر                              | نوفمبر                              | ديسمبر                              | المعدل السنوي                       |
| ----------------------------------- | ----------------------------------- | ----------------------------------- | ----------------------------------- | ----------------------------------- | ----------------------------------- | ----------------------------------- | ----------------------------------- | ----------------------------------- | ----------------------------------- | ----------------------------------- | ----------------------------------- | ----------------------------------- | ----------------------------------- |
| متوسط درجة الحرارة الكبرى °م (°ف)   | 28.8 (83.8)                         | 28.7 (83.7)                         | 28.9 (84.0)                         | 29.0 (84.2)                         | 28.9 (84.0)                         | 29.9 (85.8)                         | 30.4 (86.7)                         | 30.5 (86.9)                         | 30.5 (86.9)                         | 29.6 (85.3)                         | 28.8 (83.8)                         | 28.2 (82.8)                         | 29.4 (84.8)                         |
| متوسط درجة الحرارة الصغرى °م (°ف)   | 16.3 (61.3)                         | 16.7 (62.1)                         | 17.8 (64.0)                         | 19.1 (66.4)                         | 19.9 (67.8)                         | 20.6 (69.1)                         | 20.5 (68.9)                         | 20.6 (69.1)                         | 20.5 (68.9)                         | 20.1 (68.2)                         | 18.9 (66.0)                         | 17.5 (63.5)                         | 19.0 (66.3)                         |
| الهطول مم (إنش)                     | 46 (1.8)                            | 45 (1.8)                            | 61 (2.4)                            | 126 (5.0)                           | 192 (7.6)                           | 129 (5.1)                           | 119 (4.7)                           | 185 (7.3)                           | 155 (6.1)                           | 216 (8.5)                           | 97 (3.8)                            | 33 (1.3)                            | 1٬404 (55.4)                        |
| المصدر: CLIMATE-DATA.ORG            |                                     |                                     |                                     |                                     |                                     |                                     |                                     |                                     |                                     |                                     |                                     |                                     |                                     |